# Tanaecia paramitra
Tanaecia paramitra är en fjärilsart som beskrevs av Hans Fruhstorfer 1913. Tanaecia paramitra ingår i släktet Tanaecia och familjen praktfjärilar. Inga underarter finns listade i Catalogue of Life.